# خوراکی های مارشمالو با روکش شکلاتی
شیرینی‌های مارشمالو با روکش شکلاتی، که به عنوان کیک‌های چای شکلاتی نیز شناخته می‌شوند، شیرینی‌هایی هستند که از یک پایه بیسکویتی تشکیل شده‌اند که روی آن را با پر کردن مارشمالو شکل داده و سپس در یک پوسته شکلات سخت پوشانده شده‌است. این نوع شیرینیها در قرن ۱۹ در دانمارک اختراع شدند و بعداً توسط Viau در مونترال در سال ۱۹۰۱ تولید و توزیع شدند. با تغییرات منطقه ای در دستور العمل‌ها انواع متعددی وجود دارد. برخی از انواع این شیرینی‌ها قبلاً در بسیاری از کشورها با نام‌هایی که معادل‌های کلمه انگلیسی negro را تشکیل می‌دهند، شناخته شده‌اند.
شیرینی‌های مارشمالو با روکش شکلاتی، شیرینی‌هایی هستند که از یک پایه بیسکویتی تشکیل شده‌اند که روی آن پرکننده‌ای شبیه پفنبات قرار گرفته و سپس در پوسته سخت شکلاتی پوشانده شده‌است. آنها در قرن نوزدهم در دانمارک اختراع شدند. آنها همچنین به عنوان کیک چای شکلاتی شناخته می‌شوند.

## انواع ملی

### روسیه

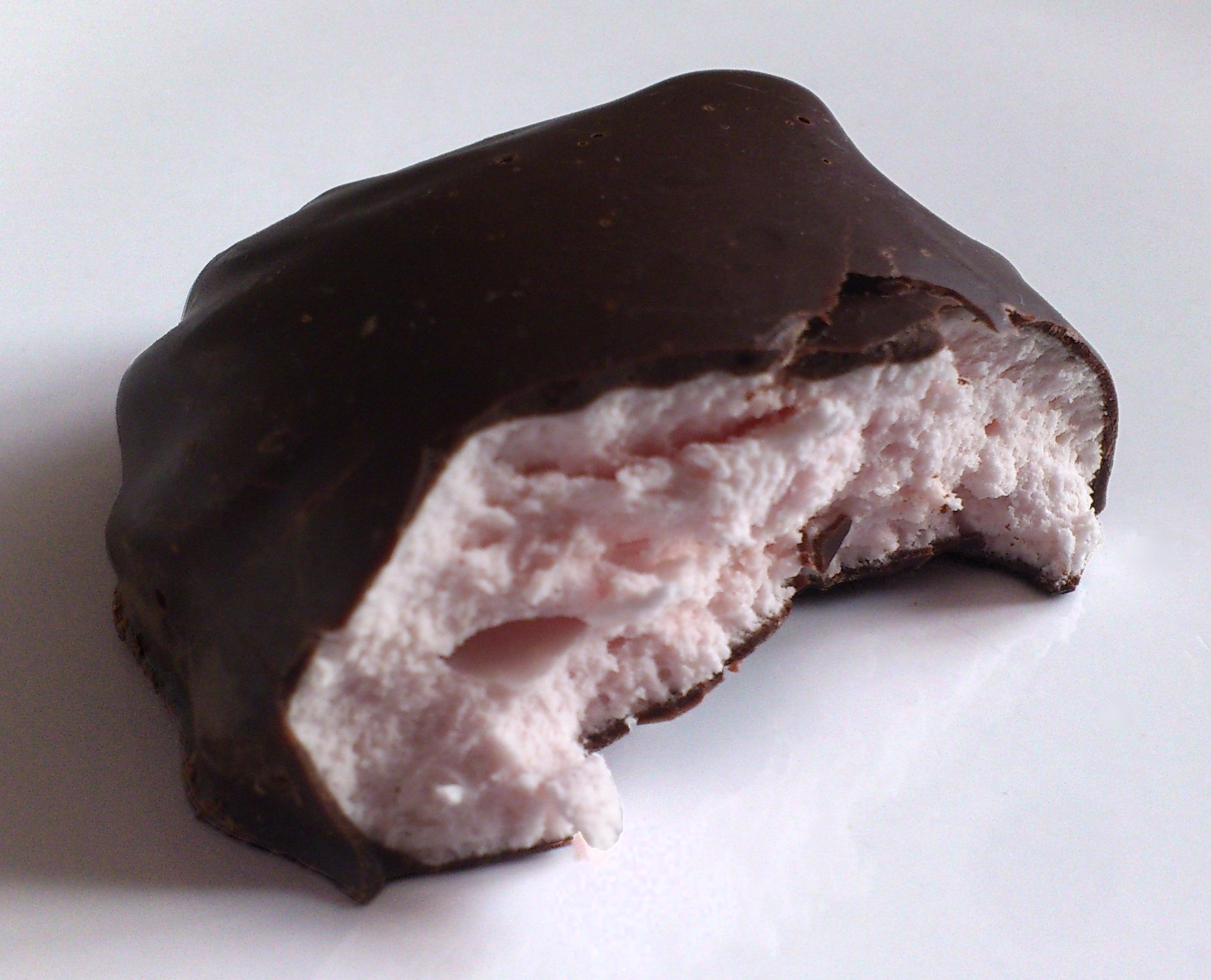
زفیر با روکش شکلاتی

زفیر (روسی: зефи́р همچنین ممکن است زفیر یا زفیر نوشته شود) از پوره میوه و توت با شکر اضافه شده و سفیده تخم مرغ زده شده تهیه می‌شود. معمولاً در کشورهای اتحاد جماهیر شوروی سابق تولید و فروخته می‌شود. این دستور ادغام پاستیلای سنتی روسی با مرنگ فرانسوی است. فرم معمولاً شبیه مرنگ سنتی است. با این حال، برخلاف مرنگ تجاری، هرگز ترد نیست. هر دو نوع خالص و روکش شکلاتی رایج هستند. برخلاف سایر قنادی‌ها از این نوع، پایه بیسکویتی ندارد.

### کلمبیا
در کلمبیا و اکوادور، آن را Beso de Negra (بوسه زن سیاه‌پوست) یا " Chocmelo " می‌نامند، که یک پورمانتو از شکلات و ماسملو (مارشملو) است. در سال ۲۰۲۰، در جریان اعتراضات جورج فلوید، نستله اعلام کرد نام قنادی را تغییر می‌دهد و تصویر زنی سیاه‌پوست با شانه‌های برهنه و لباس رنگارنگ را از روی بسته‌بندی آن حذف می‌کند. 

### اروگوئه
این شکلات در اروگوئه به عنوان «ریکاردیتو» شناخته می‌شود.

### استرالیا
در استرالیا آرنوت نوعی غذای مارشمالو با روکش شکلاتی است که در انواع شیری و شکلات تلخ موجود است و از نظر ظاهری شبیه به کیک چای است.

### ایران
در ایران این یک خوراکی محبوب برای کودکان محسوب می‌شود. نسخه محلی با چندین برند فروخته می‌شود که همه آنها معمولاً بستنی زمستانی نامیده می‌شوند.

### کشورهای شام
در کشورهای شام مانند سوریه، لبنان، فلسطین و اردن از لحاظ تاریخی به آن (عربی: راس العبد) راس العابد گفته می‌شود اما از آن زمان به سامبو تغییر نام داده‌است.در لبنان، یک نوع محلی در دهه ۱۹۵۰ با نام راس العبد (سر برده) توسط گندور به فروش رفت.